# Maria (プロレスラー)
Maria（マリア、2000年3月1日 - ）は、日本の女性プロレスラー。安部学院高等学校レスリング部出身。東京都足立区出身。Marvelous所属。血液型A型。

## 所属
- Marvelous（2018年 - ）

## 来歴・戦績
2018年
- 彩羽匠にあこがれてプロレスラーになることを決意し、Marvelousに3期生として入門。
- 10月20日、Marvelous横浜大会の公開プロテストに合格。
- 12月24日、Marvelous横浜大会にて藤本つかさ戦でデビュー[3]。極楽固めで敗れる。

2022年
- 3月11日、品川インターシティホールで開催されたスターダムの新設した若手大会、『NEW BLOOD 1』に参戦。宝山愛と組み、ウナギ・サヤカ、月山和香組に勝利[4]。
- 4月15日『後楽園ホール60周年還暦祭』で川畑梨瑚と対戦し、時間切れ引き分け[5]。

## 得意技
ベイブスネイク
まりあんぬ
スネイクトラップ
エクスカリバー

## タイトル歴
Marvelous
- 第19代AAAWタッグ王座（パートナーは川畑梨瑚）

マリーゴールド
- 第5代マリーゴールド・ツインスター王座（パートナーは川畑梨瑚）

## 入場曲
- Maria